# 内山椿軒
内山 椿軒（うちやま ちんけん、1723年（享保8年）- 1788年12月6日（天明8年11月9日））は、江戸時代中期の狂歌師、儒学者、歌人である。名は淳時（なおとき）。通称は伝蔵（伝三とも）。字および別号の賀邸は江戸牛込加賀屋敷に住むのに因む。

## 経歴・人物
江戸の生まれ。幕臣であったとされているが不明である。後に文学に転向し、坂静山から和歌を学ぶ。後に烏丸光胤や日野資枝からも和歌を学んだ。江戸における六歌仙の一人となる。
近隣の武家の子弟に和漢の学と和歌を教えたが、この弟子として、四方赤良（太田南畝）、唐衣橘洲、朱楽菅江、平秩東作らがいることで知られる。これらの弟子は、後に狂歌の制作に転じ、椿軒自身も狂歌を好み、唐衣橘洲の狂名は椿軒が選び与えた。唐衣橘洲らが「明和十五番狂歌合」を催した時には萩原宗固とともに判者をつとめた。
天明期に入ると橘洲の『狂歌若葉集』の編集に協力して自作56首をのせ、息子の名義で序文を寄せているが、これは赤良の奔放な作風を好まなかったためらしく、このため天明3年以降の天明狂歌流行時には局外者となっていた。

## 著作
- 『明和十五番狂歌合』。- 狂歌集の判者。
- 『遺珠集』- 没後に刊行。和歌集。